# Circo romano de Sagunto

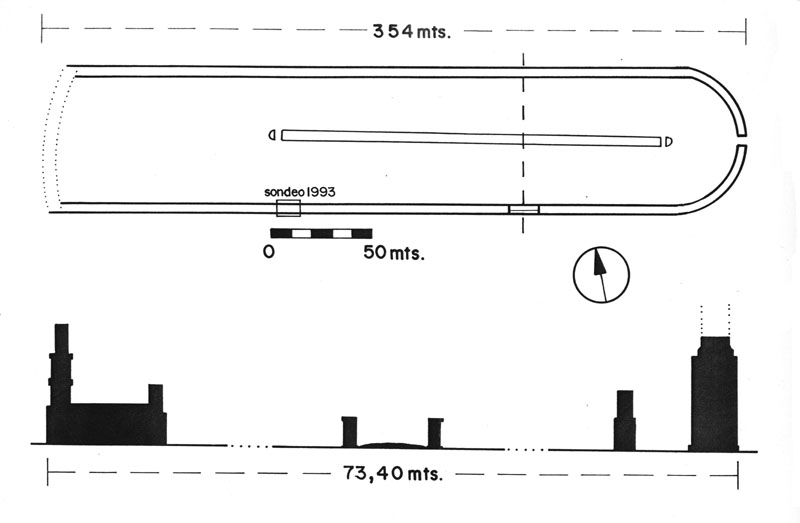
Planta del monumento según S. Brú.

El circo romano de Sagunto es un edificio romano conservado en la actual ciudad de Sagunto (España). Los restos del circo se encuentran en la parte baja de la ciudad.

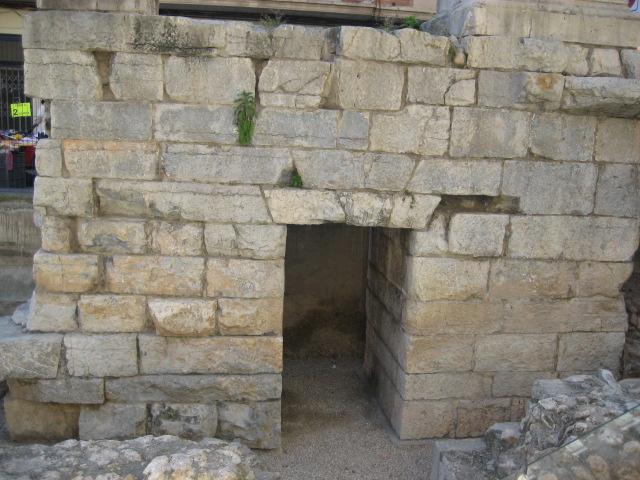
Puerta secundaria en la Calle Huertos.

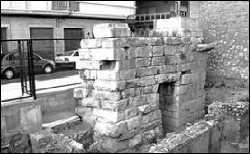

## Historia
Situado extramuros, junto al antiguo Udiva (hoy río Palancia), la construcción original tenía unas dimensiones de 354m x 73m.
Su historiografía se inicia con las descripciones ilustradas del siglo XVIII que constan en Miñana (1715), Palos (1793) y Laborde (1811), y siguen en el XIX con Ceán Bermúdez (1832) y Valcárcel (1852). Sin embargo, el solar del circo siguió siendo propiedad privada y nunca fue declarado monumento histórico, con lo que quedó al margen de la protección legal del patrimonio que hubieran facilitado su conservación, sentenciada cuando fue clasificado como suelo edificable en la década de 1960.
El primero en realizar excavaciones metodológicas en el circo fue Chabret (1888, II, 80-87) que documentó la porta triumphalis (2,84m de luz) en el extremo oriental del edificio y observó que las carriladas marcadas en su pavimento de piedra tenían una distancia entre las ruedas de 1,70m. También descubrió la spina con el euripus así como algunas conducciones hidráulicas. Pero, sin duda, la mayor aportación a su conocimiento se debe a Brú i Vidal (1963: 207-226) cuyo trabajo aprovechó Humphrey (1986: 344-350). Después de la edificación de viviendas modernas, el único testimonio visible es una puerta secundaria que abre a la calle Huertos (Chiner 1990: 160). Se trata de una puerta meridional secundaria (1,20m de luz), construida con sillares de gran tamaño, no documentados en el resto del edificio. A lo largo de 6,70m y con una altura conservada de 5,20m, aparece la estructura a través de la cual se entraba a una tribuna del circo, pasando por un corredor de 2,10m de longitud. Sobre la puerta aparecen dos basas con una moldura en forma de kyma reversa relacionadas con el alzado de la fachada.
Las últimas excavaciones permitieron actualizar el estado de la cuestión y dieron lugar al estudio de Pascual (2002: 155-174) que cierra, de momento, la bibliografía sobre el circo, precisando técnicas constructivas, crono-estratigrafía y, sobre todo, añadiendo una tribuna (tribunal iudicum) descubierta en las excavaciones de 1997, que amplía la documentación de un monumento al que Pascual (1960-2001) dedicó sus últimos esfuerzos como arqueólogo.
El circo se extiende en dirección E-O junto a la orilla meridional del río. Tiene un aforo estimado de unos 15.000 espectadores, similar al de Valentia (Ribera y Jiménez 2012: 100-101). Su construcción descansa sobre una cimentación de opus caementicium apuntalada por un talud de bolos de río, con el alzado revestido de vittatum excepto en algunas de sus partes más nobles, que son de opus quadratum. Los muros perimetrales se elevaban con superposición de tramos de grosor decreciente y el graderío se mantenía entre dos muros paralelos, separados entre sí 3,40m, con tirantes que los unían; de este modo conocemos en planta el espacio donde estaban las gradas de asiento7.
Las excavaciones recientes han revelado, por último, que hay construcciones de época romana por debajo del circo, demostrando que este monumento se asentó sobre un área periurbana previamente ocupada, reurbanizada cuando Saguntum se desplazó hacia el llano en el siglo II, una vez que el foro del Castell había quedado en desuso.
La ciudad baja se ha beneficiado asimismo de las excavaciones de la Moreria Vella/Via del Pòrtic en los últimos años (Melchor y Benedito 2005: 11-34), ya que han puesto al descubierto una secuencia de hechos antes mal conocida. La primera implantación constructiva en la zona comprendida entre la muralla de época imperial y el río queda en el pomerium, con algún monumento funerario susceptible de adscribirse a alguna villa (Jiménez 1989: 209-220 y 1992: 319-344) o vía de acceso a la ciudad. Sin embargo, una secuencia de loculi funerarios plantea el desarrollo de una necrópolis del municipio de época flavia (?) junto a una calzada N-S que iría del río a la muralla. Finalmente, en un momento indeterminado, aproximadamente en la época en que se construye el circo, dicho eje deja de ser funerario y adquiere un gran porte como calle urbana porticada y enlosada (5,40m de ancho máx.), provista de alcantarillado, de lo que se puede deducir una importante transformación del urbanismo de la ciudad en el entorno del paso de la Vía Augusta y del circo.
Desde la vía, yendo hacia el S, las tres terrazas saguntinas ofrecerían un bello juego panorámico en el que foro, teatro y circo dotarían a Saguntum de un reconocible sello romano, con un paisaje escalonado.